# Probarbus labeamajor
Probarbus labeamajor är en fiskart som beskrevs av Roberts 1992. Probarbus labeamajor ingår i släktet Probarbus och familjen karpfiskar. IUCN kategoriserar arten globalt som starkt hotad. Inga underarter finns listade i Catalogue of Life.